# واين موريس (لاعب كرة قدم أمريكية)
واين موريس (بالإنجليزية: Wayne Morris)‏ هو لاعب كرة قدم أمريكية أمريكي، ولد في 3 مايو 1954 في دالاس في الولايات المتحدة.

## وصلات خارجية
- واين موريس على موقع مرجع كرة القدم المحترفة.كوم (الإنجليزية)